# Jakub Hrstka
Jakub Hrstka (Zubří, 17 de marzo de 1990) es un jugador de balonmano checo que juega de extremo izquierdo en el Dessau-Rosslauer. Es internacional con la selección de balonmano de la República Checa.
Su primer gran campeonato con la selección fue el Campeonato Europeo de Balonmano Masculino de 2014, y en 2015 disputó su primer Campeonato Mundial de Balonmano Masculino.

## Palmarés

### Tatran Prešov
- Liga de Eslovaquia de balonmano (8): 2012, 2013, 2014, 2015, 2016, 2017, 2018, 2019

## Clubes
| Club             | País            | Año         |
| ---------------- | --------------- | ----------- |
| HC Zubří         | República Checa | 2006 - 2011 |
| HT Tatran Prešov | Eslovaquia      | 2011 - 2019 |
| Dessau-Rosslauer | Alemania        | 2019 - Act. |